# Santa Barbara (obra del siglo XVII)

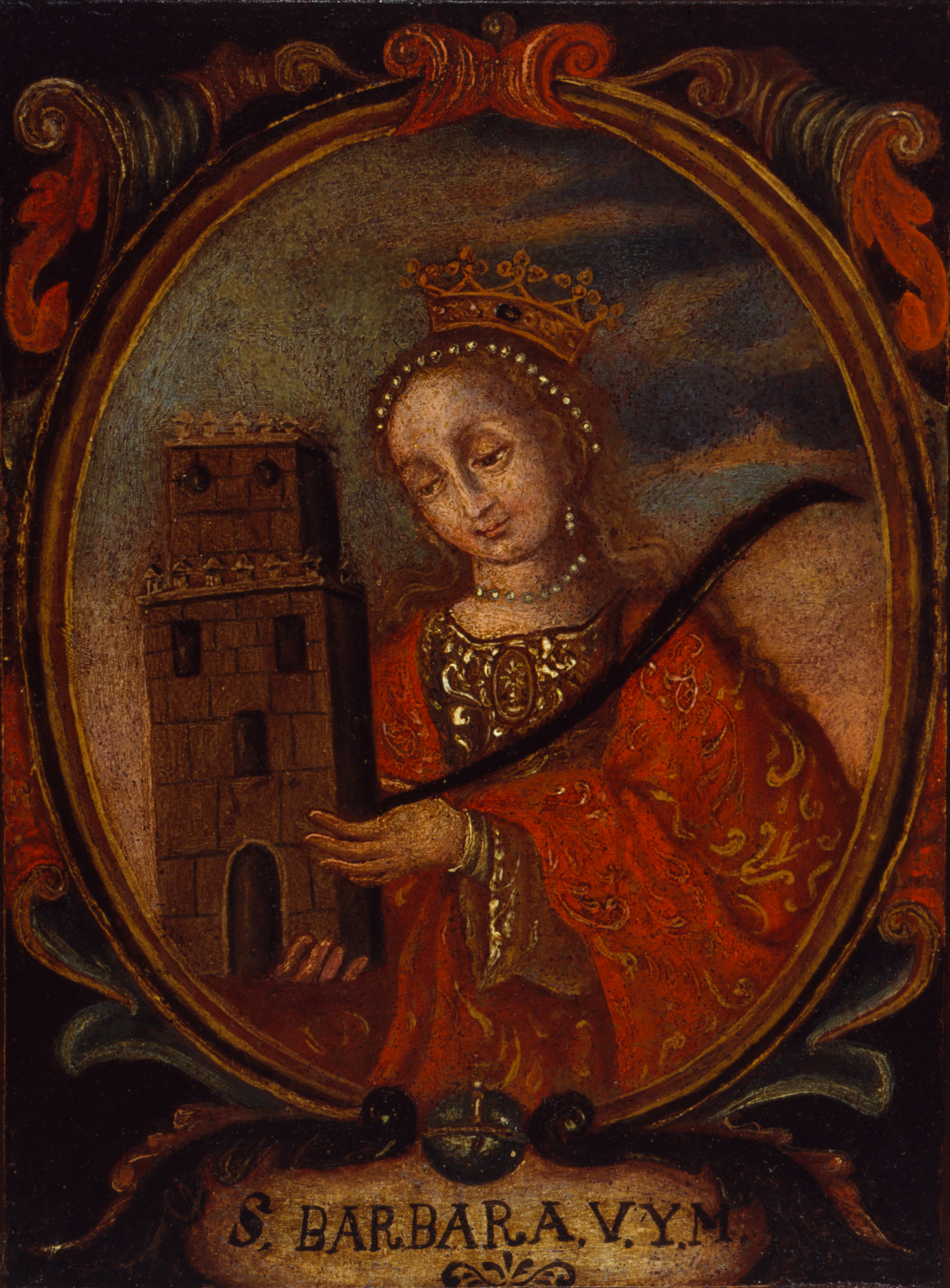
Santa Bárbara (autor desconocido)

Santa Bárbara es una pintura anónima de finales del siglo XVII, realizada al óleo en Puerto Rico.

## Características
"Santa Bárbara" es una pintura anónima de finales del siglo XVII, realizada al óleo sobre un panel de madera en Puerto Rico. La obra mide 10 7/8 x 8 1/4 pulgadas (27.6 x 21.0 cm) y forma parte de la Colección Teodoro Vidal del Museo Smithsoniano de Arte Americano.
La pintura representa a Santa Bárbara, mártir cristiana del siglo III, y destaca por su formato íntimo, lo que sugiere un uso devocional privado. Según el análisis de Laura Katzman, investigadora del museo, este tipo de obra probablemente estaba destinado a un altar doméstico. En el contexto rural del Puerto Rico colonial, donde escaseaban los sacerdotes y asistir a misa resultaba difícil, era común practicar la fe en el hogar. Las imágenes religiosas pequeñas como esta facilitaban el culto cotidiano y la conexión espiritual dentro del espacio doméstico.
La obra se considera un ejemplo de retablo, es decir, una ofrenda votiva en forma de imagen religiosa pintada sobre madera. Los retablos eran comunes tanto en capillas como en hogares, y su popularidad en el mundo hispánico, especialmente en España, influyó en su adopción en el Caribe y Puerto Rico. 
En la pintura, Santa Bárbara aparece con los atributos iconográficos tradicionales: posiblemente una torre —símbolo de su encierro—, una espada o palma del martirio, y en algunos casos, un rayo. Esta simbología visual permite a los fieles identificar rápidamente al personaje y comprender su significado espiritual. Su asociación con la protección contra rayos, tormentas, incendios y otros peligros repentinos es fundamental para comprender por qué fue venerada en contextos vulnerables como el Caribe. En una isla frecuentemente afectada por huracanes, invocar a Santa Bárbara ofrecía consuelo y esperanza ante la incertidumbre climática.

## Historia de Santa Bárbara

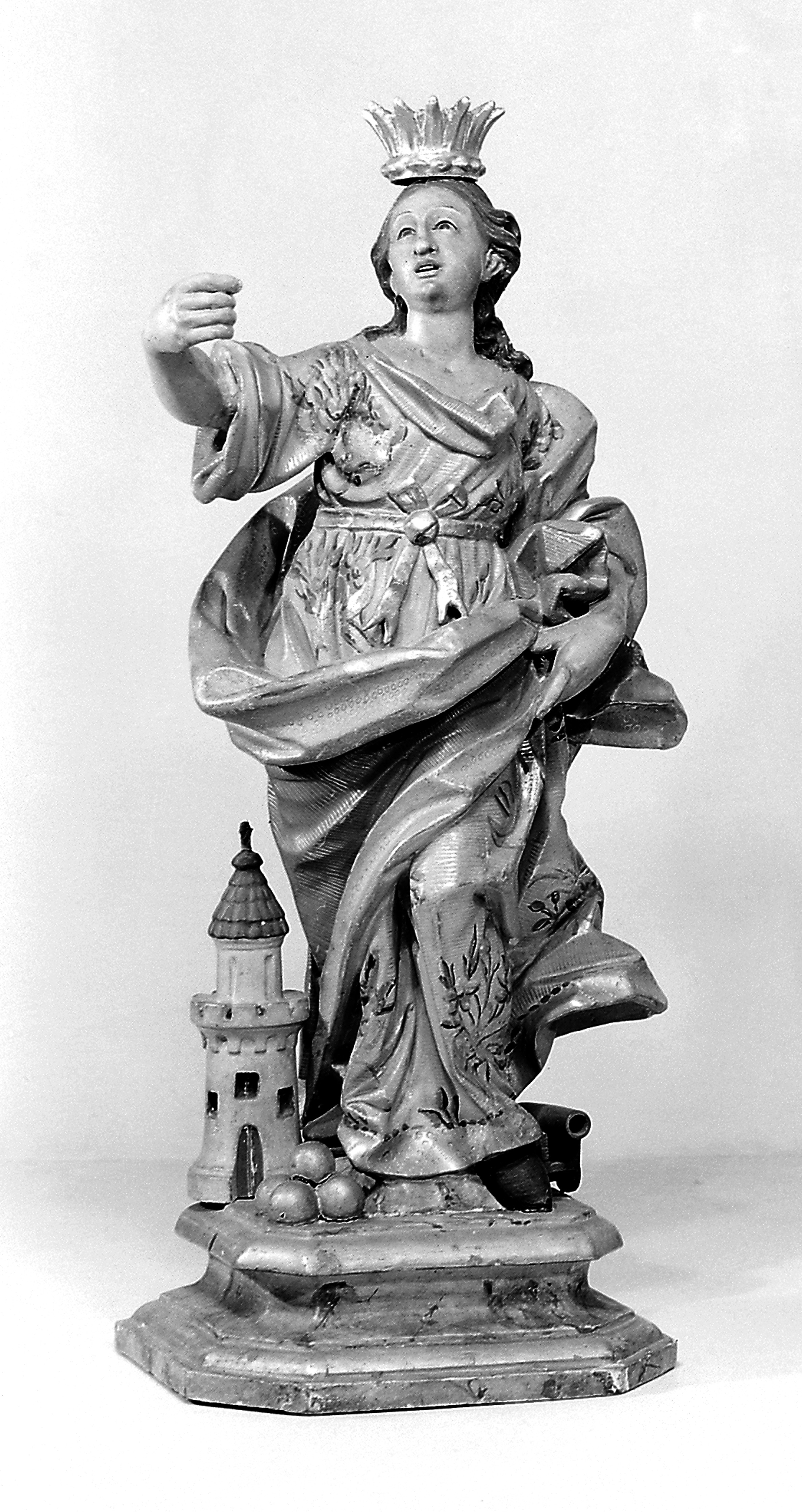
Estatua de Bárbara de Nicomedia

Santa Bárbara es una figura venerada por varias denominaciones cristianas, particularmente en el catolicismo. Aunque su historicidad es incierta y no ha sido verificada por fuentes contemporáneas, su leyenda ha tenido un profundo impacto en la religiosidad popular.
Según la tradición, Santa Bárbara habría nacido en Nicomedia, una antigua ciudad griega ubicada en Asia Menor. Se la describe como hija de un noble pagano llamado Dióscoro, quien, debido a su gran belleza, la habría mantenido recluida en una torre para protegerla del mundo exterior. Durante su aislamiento, Bárbara habría adoptado la fe cristiana, modificando la arquitectura de la torre para incluir una tercera ventana, símbolo de la Santísima Trinidad. Al regresar, su padre habría descubierto su conversión religiosa y, tras negarse ella a renunciar a su fe, la habría entregado a las autoridades y posteriormente ejecutado mediante decapitación. La leyenda sostiene que, tras su muerte, Dióscoro fue alcanzado por un rayo, lo cual dio origen a la asociación de Santa Bárbara con la protección contra fenómenos naturales y situaciones de peligro repentino.
Con el paso del tiempo, Santa Bárbara se convirtió en patrona de profesiones de alto riesgo, como artilleros, mineros e ingenieros militares. Su figura no solo representa resistencia espiritual, sino también protección en momentos de peligro inminente. Esta capacidad de intercesión ante lo impredecible ha hecho que su culto trascienda regiones y épocas, adaptándose a distintos contextos culturales, como el del Caribe colonial.
En la iconografía religiosa occidental, se la representa frecuentemente con elementos como una torre, una espada, una corona y un rayo. Estos símbolos permiten tanto identificarla como narrar visualmente su historia de fe, martirio y poder protector.

## Contexto histórico
La pintura fue realizada entre 1680 y 1690 por un artista puertorriqueño no identificado. De acuerdo con Katzman, es probable que el autor haya sido un santero, es decir, un artesano popular especializado en la creación de imágenes religiosas conocidas como santos. Los santeros eran fundamentales para suplir la demanda de iconografía sagrada en regiones donde no llegaban obras europeas o no se podían costear.
Durante el siglo XVII, Puerto Rico era una colonia española con escasos recursos económicos, poca infraestructura urbana y una población dispersa. La vida religiosa giraba en torno a las festividades litúrgicas, la devoción popular y las prácticas domésticas. En muchas áreas rurales, la figura del santero fue crucial para garantizar la continuidad del culto. La creación de imágenes como la de Santa Bárbara respondía tanto a una necesidad espiritual como a una función social: reforzar la fe y generar un sentido de pertenencia en comunidades aisladas.
La escasez de clérigos, combinada con las dificultades geográficas y económicas, favoreció el desarrollo de un arte religioso local —conocido como arte popular o folk— que se alejaba del estilo académico europeo y respondía más a los materiales disponibles, las habilidades artesanales y las expresiones visuales propias del entorno colonial. El resultado era una producción estética que mezclaba elementos tradicionales con adaptaciones locales.
En este contexto, el encargo de una imagen como la de Santa Bárbara habría sido realizado por un terrateniente rural o una familia acomodada, los únicos con los medios necesarios para financiar este tipo de obras. La posesión de una imagen religiosa no solo manifestaba devoción, sino también prestigio y estatus dentro de la comunidad. Así, la pintura funciona como testimonio tanto de la fe individual como de las dinámicas sociales del Puerto Rico del siglo XVII.

## Impacto cultural
"Santa Bárbara" es una obra que condensa múltiples niveles de significado: religioso, artístico, social y cultural. A través de su formato, técnica y simbología, ofrece una ventana al mundo devocional del Caribe hispano, donde la fe popular encontró formas creativas de sobrevivir y prosperar, incluso en contextos de aislamiento y carencia. Su preservación en la Colección Teodoro Vidal y su inclusión en una institución como el Museo Smithsoniano no solo valida su valor artístico, sino que también reconoce su importancia como patrimonio cultural puertorriqueño.